# Zrosłozarodnia

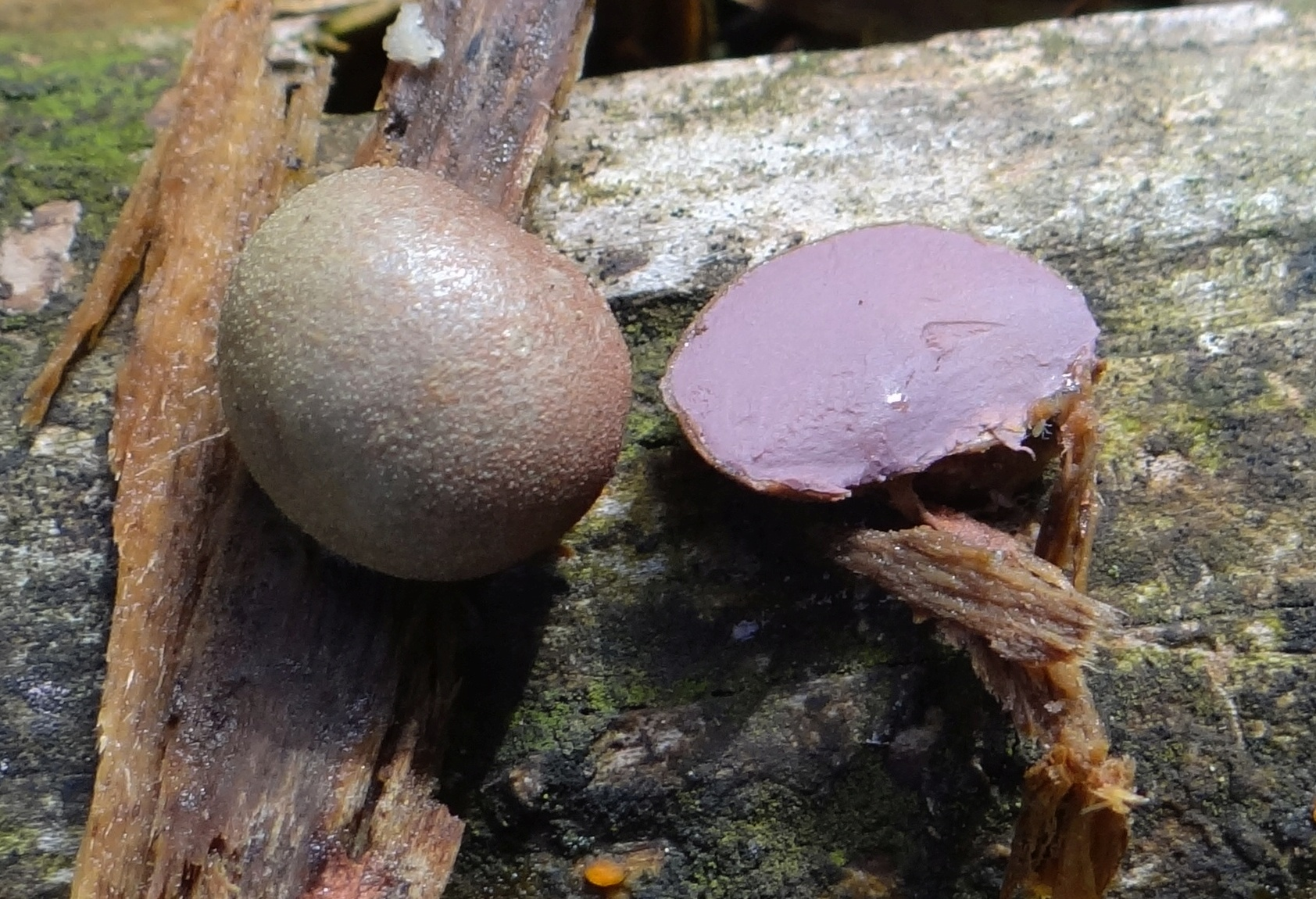
Zrosłozarodnia rulika nadrzewnego (Lycogala epidendrum)

Zrosłozarodnia (łac. aethalium) – rodzaj zarodni u śluzowców (Myxomycota). Jest to gęsto zbita grupa zarodni, których ściany uległy rozpuszczeniu, tworząc jedną dużą zarodnię. Pozostałe rodzaje zarodni tworzonych przez śluzowce to: pierwoszczowocnia i zarodnia wolna.
Nie do końca zbadano przyczyny, dla których plazmodium zaprzestaje odżywiania się i przekształca się w zarodnie. Jednym z powodów może być wyczerpanie substancji pokarmowych w podłożu, ale zaobserwowano też, że przyczyną mogą być zmiany temperatury lub chemizmu podłoża. Po zaprzestaniu odżywiania się śluźnia wydala ze swojego wnętrza niestrawione resztki pokarmu i przypadkowo pochłonięte fragmenty podłoża. Zazwyczaj wypełza też na pewną wysokość nad ziemią. Wspina się na znajdujące się w jej otoczeniu rośliny, pniaki, górne strony pni drzew, gałęzie. W jej wnętrzu zachodzą bardzo skomplikowane przemiany, w rezultacie których powstają zarodnie wypełnione zarodnikami.